# Joseph Morlaas
Pour les articles homonymes, voir Morlaas.
 Joseph Morlaas, né le 14 septembre 1895 à Salies-de-Béarn et décédé le 4 mai 1981 à Messanges, était un médecin français qui a travaillé sur l'apraxie.

## Publications
- Sur un cas de lèpre mixte traité par la cryothérapie (en collaboration avec M. Lortat-Jacob). Bulletin de la Société française de dermatologie et de syphiligraphie, n°7, juillet 1926.
- Perversions instinctives chez un impulsif obsédé vagotonique avec parkinsonisme d'origine encéphalitique (en collaboration avec Maxime Laignel-Lavastine). Encéphale, XXI, 10,1926, p. 783-785.
- Contribution à l'étude de l'Apraxie, Paris, A. Legrand, 1928. (Thèse disponible à la BNF)
- Sur un certain trouble du geste. Archives hospitalières, mars 1934.
- Du Mimage au Langage, L'Encéphale, n° 3, Paris, 1935.
- Geste – Langage et leur localisation corticale. Compte-rendu du premier Congrès de Néo-Hippocratisme, Paris, 1937
- Écriture en miroir et bilatéralisme humain. Encéphale, XXXIV. 2, 1939-40*41, p. 493-516.
- Les troubles du rejeu gestuel. Intervention à la conférence de Marcel Jousse du 30 mars 1933 en Sorbonne.  Cédérom Association Marcel Jousse.
- Critiques de Le Livre de l'angoisse de E. Bellos. Paris, J. Peyronnet , 1946.
- Préface de  Initiation Pratique à l'Homéopathie du Docteur André Thibault. Paris, Editions Farnèse, 1948.
- Préface de Dynamique nerveuse, rationalisation de l'homéopathie du  Dr Gruyer. Levallois-Perret, Laboratoires homéopathiques modernes ; Cahors, 1953.
- Personnalité et techniques psychologiques in  Centre économique et social de perfectionnement des cadres. 3e session... 1954-1955. Cycle 2 B. Science et connaissance de l'homme. Fascicule 5. Paris, Fédération nationale des syndicats d'ingénieurs et de cadres supérieurs, 1957.
- Article Apraxies. Encyclopédie médico-chirurgicale, 1956.
- La douleur morale. In La douleur et les douleurs. (Dirigé par Théophile  Alajouanine). Collection "Clinique des maladies du système nerveux - Hopital de la Salpétrière. Paris. Masson. 1957
- Connaissance et mouvement. Considération à partir de l'écriture en miroir. Revue neurologique, 1963, 627-
- Connaissance et mouvement : considérations à partir de l'alexie pure. Revue Neurologique, 1965, 2, 459-462.
- Introduction de La Manducation de la Parole de Marcel Jousse, Gallimard, 1975.
- Marcel Jousse : un maître. Revue Renaissance de Fleury, N°104 Noël 1977
- Manducation alimentaire, manducation psychologique. Annales médico-psychologiques, 1978, 235-253.
- Allocution prononcée à l’Hotel Lutétia, le 11 juin 1969 à l’occasion de la présentation à la presse de l’ouvrage de Marcel Jousse : l’Anthropologie du Geste. Inédit Association Marcel Jousse.